# Anagyrus ranchiensis
Anagyrus ranchiensis är en stekelart som beskrevs av Shamim och Shafee 1984. Anagyrus ranchiensis ingår i släktet Anagyrus och familjen sköldlussteklar.
Artens utbredningsområde är Thailand. Inga underarter finns listade i Catalogue of Life.